# Skärmarbrinks gård

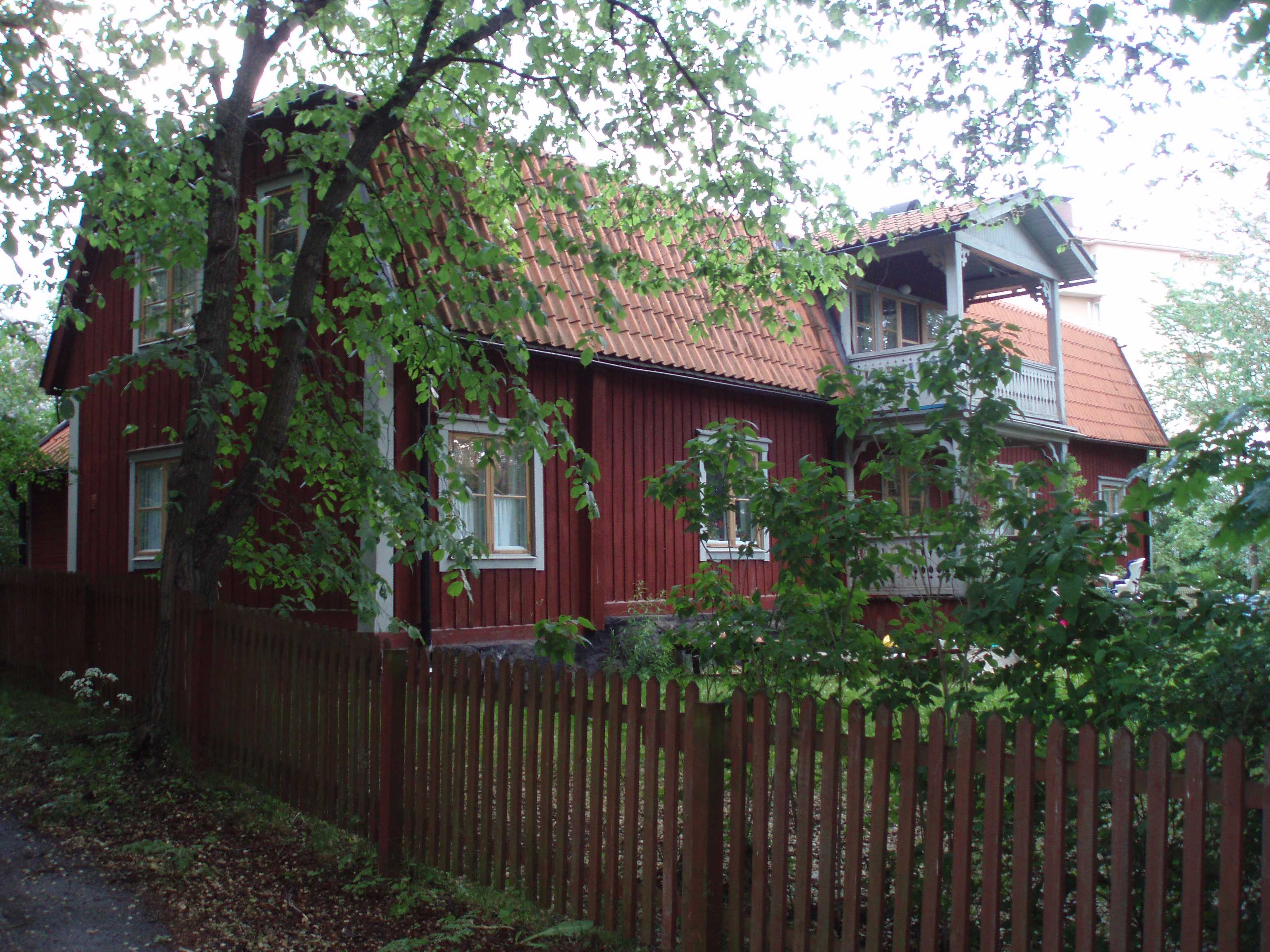
Skärmarbrinks gård

Skärmarbrinks gård är ett äldre bostadshus i stadsdelen Johanneshov i Söderort inom Stockholms kommun.
Gården ligger på Blåsutvägen 12, och används numera som bostad. Gården uppfördes cirka 1670, och tillhörde Enskede gård, detta var bara ett av flera små torp i området som hörde dit. Tidigare namn har varit Skärmarboda samt Skärmarboda brink.
Cirka 100 meter österut låg tidigare Blåsut, ett skogvaktarboställe.